# Chrysoplectrum
Chrysoplectrum este un gen de fluturi din familia Hesperiidae, subfamilia Eudaminae.

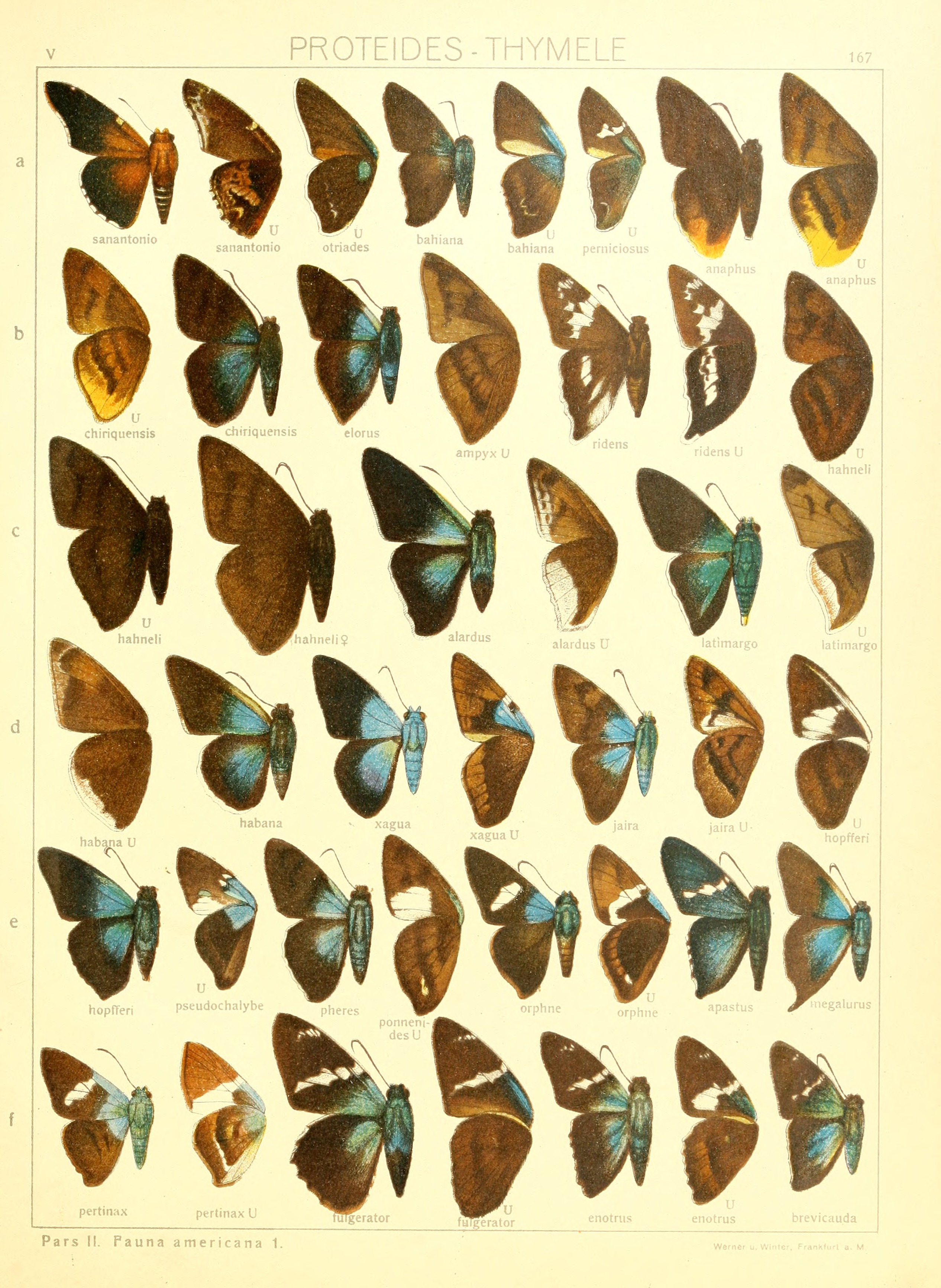
Chrysoplectrum şi genuri apropiate în: Seitz Macrolepidopera of the World

## Specii
- Chrysoplectrum albovenae Bell, 1932 Brazilia (Santa Catarina).
- Chrysoplectrum bahiana  (Herrich-Schäffer, 1869) Brazilia (Bahia, Pará), Peru, Venezuela
- Chrysoplectrum cuminaensis d'Almeida, 1976 Brazilia (Pará)
- Chrysoplectrum epicincea (Butler & Druce, 1872) Mexico, Costa Rica
- Chrysoplectrum orpheus  (Plötz, 1881) Brazilia (Pará)
- Chrysoplectrum orphne (Plötz, 1881) Brazilia (Rio de Janeiro)
- Chrysoplectrum otriades  (Hewitson, 1867) Brazilia (Amazonas)
- Chrysoplectrum perna Evans, 1952 Columbia
- Chrysoplectrum perniciosus (Herrich-Schäffer, 1869) Columbia, Brazilia
- Chrysoplectrum pervivax (Hübner, [1819]) Surinam, Brazilia (Santa Catarina), Columbia [1]